# Johann Osiander (Theologe, 1564)
Johann Osiander (* 25. April 1564 in Stuttgart, Herzogtum Württemberg; † 16. Oktober 1626 in Adelberg, Herzogtum Württemberg) war ein deutscher evangelisch-lutherischer Theologe.

## Leben
Der Sohn des Lucas Osiander der Ältere und dessen erster Frau Margarethe Entringer absolvierte das Pädagogium seiner Vaterstadt und die Klosterschule im Württembergischen. Danach besuchte er die Universität Tübingen, erwarb sich den akademischen Grad eines Magisters der Philosophie, wurde 1587 Diakon in Cannstatt, 1591 Pfarrer in Steinheim an der Murr und erhielt 1597 die Superintendentur in Marbach am Neckar. Danach wurde Osiander 1614 Vorsteher der Abtei des Klosters Murrhardt, 1624 Abt des Klosters Adelberg und Generalsuperintendent von Württemberg. Obwohl in hohen theologischen Stellungen stehend, hat er sich wenig an den theologischen Auseinandersetzungen seiner Zeit beteiligt. Er hat sich jedoch viel mit Alchemie beschäftigt.
Johann Osiander war verheiratet mit Anna Maria Bidembach, einer Tochter des bekannten Theologen Balthasar Bidembach.